# Chlamys bezieri
Espèce
Chlamys bezieri est une espèce éteinte de mollusques bivalves ayant vécu au Miocène.

## Origine
Il a été décrit par Maurice Cossmann en 1919. Charles Armand Picquenard indique que Maurice Cossmann l'a décrite dans sa Monographie, illustrée des Mollusques oligocéniques, pp. 139-140 sous le nom de Chlamys bezieri, en provenance de Saint-Grégoire, à la place de Talochlamys multistriata.

## Description
Maurice Cossmann indique dans sa description : Taille assez grande ; valves également et médiocrement bombées ; forme étroite et haute, presque symétrique ; oreillettes inégales, surtout sur la valve droite,- où l'antérieure est très profondément échancrée par le sinus byssal, avec quatre dentelons aigus et écartés, formant la filière ; l'oreillette postérieure est, au contraire, à peine distincte et tout à fait scalène ; sur les deux valves, le bord cardinal est Rectiligne, l'angle apical ne dépasse guère 75°. Surface externe ornée d'un grand nombre de costules rayonnantes; aplaties, très serrées, parfois inégales, toujours séparées par des sillons beaucoup plus étroits, au fond desquels on distingue des lignes d'accroissement très serrées, tandis que — sur le sommet des côtes — il y a des tirets transverses, assez écartés ; les oreillettes, particulièrement l'antérieure de la valve droite, sont ornées de costules rayonnantes et finement crénelées. À l'intérieur, il y a — sur le bord cardinal — deux ou trois sillons ligamentaires, divergents, entre lesquels une assez large fossette isocèle. — Diamètre antéro-postérieur : 27 mm. ; diamètre umbono-palléal : 35 mm..